# Toda la luz del mediodía
Toda la luz del mediodía es la primera novela del escritor chileno Mauricio Wacquez, publicada en 1965 y que es considerada una de las primeras obras de su estilo en el país que aborda de manera directa la homosexualidad masculina.

## Sinopsis
Toda la luz del mediodía se inicia en un día de verano narrando la historia de Max y su relación amorosa con Paulina, quien a su vez tiene un hijo de 18 años llamado Marcelo. En la novela se desenvuelve la historia del triángulo amoroso entre los 3, luego que Max se enamora de Marcelo y los conflictos ocasionados a raíz de dicha situación, indagando en la disyuntiva entre una relación heterosexual y una homosexual.
La solapa de la primera edición del libro señala que la novela posee «un argumento que llega a veces a los límites de la crudeza. Su personaje principal es un hombre que explora su propia conciencia oscilando entre dos amores: normal el uno y anormal el otro».

## Recepción
La novela fue premiada en el Concurso Literario de la Compañía de Refinería de Azúcar de Viña del Mar (CRAV), con un jurado que estuvo conformado por María Elena Gertner, Manuel Rojas, Juan Emilio Pacull, Miguel Arteche y Juan Enrique Merino.
Según el escritor Fernando Blanco, Toda la luz del mediodía es una de las novelas más trasgresoras de la literatura chilena. La revista Eva señala que «la sensación que produce la lectura de esta novela es difícil de explicar, tan difícil como los sentimientos dispares que la inspiran». Claudia Molina señala que uno de los elementos significativos de la novela es la ausencia de acontecimientos narrados, sino que se enfoca en describir sentimientos y sensaciones de los personajes mediante recuerdos, a la vez que se intercalan con diálogos.
El propio autor, Mauricio Wacquez, señaló en una entrevista realizada en 1991 que redactó doce versiones previas de la novela antes de presentarla en el Concurso Literario CRAV, y considera que quedó «demasiado relamida» y que «no estaba a la altura de ser publicada».